# Rio Gallatin
O rio Gallatin é um rio do noroeste dos Estados Unidos, e uma das três fontes que confluem em Three Forks (Montana) para dar nascimento ao rio Missouri (juntamente com o rio Jefferson e o rio Madison). Tem 193 km de comprimento.
Administrativamente, o rio passa pelos estados de Wyoming e Montana. O rio Gallatin nasce no extremo noroeste do Wyoming, no noroeste do Parque Nacional de Yellowstone, na cordilheira Gallatin, uma subcordilheira das montanhas Rochosas. Flui para noroeste através do Bosque Nacional de Gallatin, passando por Big Sky até se unir ao rio Jefferson e ao rio Madison aproximadamente a 48 km a noroeste de Bozeman (Montana).
O rio foi assim chamado no decorrer da Expedição de Lewis e Clark à costa do Pacifico Noroeste. Em julho de 1805, Meriwether Lewis, em Three Forks, deu nome aos três ramais que davam nascimento ao rio Missouri: o ramal de leste foi nomeado em homenagem a Albert Gallatin, Secretário do Tesouro dos Estados Unidos; o do oeste, em homenagem ao presidente Thomas Jefferson e o ramal central do secretário de Estado James Madison, que seria sucessor do presidente Jefferson.
Este rio é famoso pelos numerosos rápidos que se prestam à prática de desportos de águas vivas. Em junho, no momento de maior degelo, o rio tem mesmo um troço de classe IV com cerca de uma milha de comprimento, chamado "Mad Mile", ou seja, "milha louca".
O rio Gallatin oferece magnificas paisagens, serpenteando através de pradarias alpinas e por um desfiladeiro. É bom para a prática de pesca à linha, com truta-arco-íris e coregono a serem as espécies mais comuns.